# Платинагольмий
Платинагольмий — бинарное неорганическое соединение
платины и гольмия
с формулой HoPt,
кристаллы.

## Получение
- Сплавление стехиометрических количеств чистых веществ:

{\displaystyle {\mathsf {Pt+Ho\ {\xrightarrow {1650^{o}C}}\ HoPt}}}

## Физические свойства
Платинагольмий образует кристаллы
ромбической сингонии,
пространственная группа P nma,
параметры ячейки a = 0,6951 нм, b = 0,4470 нм, c = 0,5532 нм, Z = 4,
структура типа борида железа FeB
.
Соединение конгруэнтно плавится при температуре ≈1650°C.